# Binas
Binas est une commune française située dans le département de Loir-et-Cher en région Centre-Val de Loire.
Localisée au centre-nord du département, la commune fait partie de la petite région agricole « la Beauce », une vaste étendue de cultures céréalières, oléagineuses (colza) et protéagineuses (pois, féverolle, lupin), avec également de la betterave sucrière, et de la pomme de terre.
L'occupation des sols est marquée par l'importance des espaces agricoles et naturels qui occupent la quasi-totalité du territoire communal. Aucun espace naturel présentant un intérêt patrimonial n'est toutefois recensé sur la commune dans l'inventaire national du patrimoine naturel. En 2010, l'orientation technico-économique de l'agriculture sur la commune est la culture des céréales et des oléoprotéagineux. À l'instar du département qui a vu disparaître le quart de ses exploitations en dix ans, le nombre d'exploitations agricoles a fortement diminué, passant de 46 en 1988, à 30 en 2000, puis à 22 en 2010.

## Géographie

### Localisation et communes limitrophes
La commune de Binas se trouve au centre-nord du département de Loir-et-Cher, dans la petite région agricole de la Beauce,. À vol d'oiseau, elle se situe à 36,4 km  de Blois, préfecture du département et à 5 km de Beauce la Romaine, chef-lieu du canton de la Beauce dont dépend la commune depuis 2015. La commune fait en outre partie du bassin de vie de Meung-sur-Loire.
Les communes les plus proches sont : 
Autainville (4,4 km), Tripleville (4,9 km), Ouzouer-le-Marché (5 km), Saint-Laurent-des-Bois (5,9 km), Verdes (6,6 km), Villermain (6,8 km), Semerville (6,9 km), La Colombe (7 km) et Membrolles (9,1 km).
| Beauce-la-Romaine | Beauce-la-Romaine      | Beauce-la-Romaine |
| Autainville       | Binas                  | Ouzouer-le-Marché |
|                   | Saint-Laurent-des-Bois |                   |

### Paysages et relief
Dans le cadre de la Convention européenne du paysage, adoptée le 20 octobre 2000 et entrée en vigueur en France le 1er juillet 2006, un atlas des paysages de Loir-et-Cher a été élaboré en 2010 par le CAUE de Loir-et-Cher, en collaboration avec la DIREN Centre (devenue DREAL en 2011), partenaire financier. Les paysages du département s'organisent ainsi en huit grands ensembles et 25 unités de paysage,. La commune fait partie de l'unité de paysage de « la Beauce ».
La fertile Beauce, qui couvre pas moins de six cent mille hectares, est un vaste plateau, essentiellement consacré aux grandes cultures (céréales, colza, betterave sucrière). En Loir-et-Cher, la Beauce s'avance jusqu'à Blois, bordée au nord par le Loir et au sud par la Loire, couvrant un septième du département. Ses paysages épurés et ouverts sur le ciel contrastent avec les vertes collines Percheronnes au nord et surtout avec les grandes forêts Solognotes au sud.
L'altitude du territoire communal varie de 120 mètres à 133 mètres,.

### Climat
Pour des articles plus généraux, voir Climat du Centre-Val de Loire et Climat de Loir-et-Cher.
En 2010, le climat de la commune est de type climat océanique dégradé des plaines du Centre et du Nord, selon une étude du CNRS s'appuyant sur une série de données couvrant la période 1971-2000. En 2020, Météo-France publie une typologie des climats de la France métropolitaine dans laquelle la commune est exposée à un climat océanique altéré et est dans la région climatique Moyenne vallée de la Loire, caractérisée par une bonne insolation (1 850 h/an) et un été peu pluvieux.
Pour la période 1971-2000, la température annuelle moyenne est de 10,9 °C, avec une amplitude thermique annuelle de 15 °C. Le cumul annuel moyen de précipitations est de 623 mm, avec 10,6 jours de précipitations en janvier et 7,1 jours en juillet. Pour la période 1991-2020, la température moyenne annuelle observée sur la station météorologique de Météo-France la plus proche, sur la commune de Saint-Léonard-en-Beauce à 10 km à vol d'oiseau, est de 11,9 °C et le cumul annuel moyen de précipitations est de 642,2 mm,. Pour l'avenir, les paramètres climatiques de la commune estimés pour 2050 selon différents scénarios d'émission de gaz à effet de serre sont consultables sur un site dédié publié par Météo-France en novembre 2022.

### Milieux naturels et biodiversité
Aucun espace naturel présentant un intérêt patrimonial n'est recensé sur la commune dans l'inventaire national du patrimoine naturel,,.

## Urbanisme

### Typologie
Au 1er janvier 2024, Binas est catégorisée commune rurale à habitat dispersé, selon la nouvelle grille communale de densité à sept niveaux définie par l'Insee en 2022.
Elle est située hors unité urbaine. Par ailleurs la commune fait partie de l'aire d'attraction d'Orléans, dont elle est une commune de la couronne,. Cette aire, qui regroupe 136 communes, est catégorisée dans les aires de 200 000 à moins de 700 000 habitants,.

### Occupation des sols
L'occupation des sols est marquée par l'importance des espaces agricoles et naturels (96,8 %). La répartition détaillée ressortant de la base de données européenne d'occupation biophysique des sols Corine Land Cover millésimée 2012 est la suivante : 
- terres arables (11,6 %) ;
- cultures permanentes (0,6 %) ;
- zones agricoles hétérogènes (15,4 %) ;
- prairies (3,5 %) ;
- forêts (65,2 %) ;
- milieux à végétation arbustive ou herbacée (0,7 %) ;
- zones urbanisées (1 %) ;
- espaces verts artificialisés non agricoles (0,5 %) ;
- zones industrielles et commerciales et réseaux de communication (1,7 %) ;
- eaux continentales (0,5 %)[25].

### Planification
En matière de planification, la commune disposait en 2017 d'une carte communale approuvée.

### Habitat et logement
Le tableau ci-dessous présente la typologie des logements à Binas en 2016 en comparaison avec celle du Loir-et-Cher et de la France entière. Une caractéristique marquante du parc de logements est ainsi la faible proportion des résidences secondaires et logements occasionnels (8,6 %) par rapport au département (18 %) et à la France entière (9,6 %). Concernant le statut d'occupation de ces logements, 86,6 % des habitants de la commune sont propriétaires de leur logement (85,1 % en 2011), contre 68,1 % pour le Loir-et-Cher et 57,6 pour la France entière.
|                                                         | Binas | Loir-et-Cher | France entière |
| ------------------------------------------------------- | ----- | ------------ | -------------- |
| Résidences principales (en %)                           | 79,3  | 74,5         | 82,3           |
| Résidences secondaires et logements occasionnels (en %) | 8,6   | 18           | 9,6            |
| Logements vacants (en %)                                | 12,1  | 7,5          | 8,1            |

### Risques majeurs
Le territoire communal de Binas est vulnérable à différents aléas naturels : ), climatiques (hiver exceptionnel ou canicule), mouvements de terrains ou sismique (sismicité très faible).
Il est également exposé à deux risques technologiques : le risque nucléaire et  le transport de matières dangereuses,.

#### Risques naturels
Les mouvements de terrains susceptibles de se produire sur la commune sont liés au retrait-gonflement des argiles. Le phénomène de retrait-gonflement des argiles est la conséquence d'un changement d'humidité des sols argileux. Les argiles sont capables de fixer l'eau disponible mais aussi de la perdre en se rétractant en cas de sécheresse. Ce phénomène peut provoquer des dégâts très importants sur les constructions (fissures, déformations des ouvertures) pouvant rendre inhabitables certains locaux. La carte de zonage de cet aléa peut être consultée sur le site de l'observatoire national des risques naturels Georisques.

#### Risques technologiques
La totalité du territoire de la commune peut être concernée par le risque nucléaire. En cas d'accident grave, certaines installations nucléaires sont susceptibles de rejeter dans l'atmosphère de l'iode radioactif. Or la commune se situe partiellement à l'intérieur du périmètre de 20 km du Plan particulier d'intervention de la centrale nucléaire de Saint-Laurent-des-Eaux. À ce titre les habitants de la commune, comme tous ceux résidant dans le périmètre proche de 20 km de la centrale ont bénéficié, à titre préventif, d'une distribution de comprimés d'iode stable dont l'ingestion avant rejet radioactif permet de pallier les effets sur la thyroïde d'une exposition à de l'iode radioactif. En cas d'incident ou d'accident nucléaire, des consignes de confinement ou d'évacuation peuvent être données et les habitants peuvent être amenés à ingérer, sur ordre du préfet, les comprimés en leur possession,.
Le risque de transport de marchandises dangereuses sur la commune est lié à sa traversée par une route à fort trafic. Un accident se produisant sur une telle infrastructure est en effet susceptible d'avoir des effets graves au bâti ou aux personnes jusqu'à 350 m, selon la nature du matériau transporté. Des dispositions d'urbanisme peuvent être préconisées en conséquence.

## Histoire

### Ancien Régime
La terre de Chantôme fut érigée en marquisat par lettres de décembre 1696 en faveur de Gaston-Jean-Baptiste Terrat, chancelier du duc d'Orléans. Il y fit bâtir un château (aujourd'hui disparu).

### Révolution française et Empire

#### Nouvelle organisation territoriale
Le décret de l'Assemblée nationale du 12 novembre 1789 décrète qu'« il y aura une municipalité dans chaque ville, bourg, paroisse ou communauté de campagne », mais ce n'est qu'avec le décret de la Convention nationale du 10 brumaire an II (31 octobre 1793) que la paroisse de Binas devient formellement « commune de Binas »,.
En 1790, dans le cadre de la création des départements, la municipalité est rattachée au canton d'Ouzouer le Marché et au district de Mer. Les cantons sont supprimés, en tant que découpage administratif, par une loi du 26 juin 1793, et ne conservent qu'un rôle électoral, permettant l'élection des électeurs du second degré chargés de désigner les députés,. La Constitution du 5 fructidor an III, appliquée à partir de vendémiaire an IV (1795) supprime les districts, considérés comme des rouages administratifs liés à la Terreur, mais maintient les cantons qui acquièrent dès lors plus d'importance en retrouvant une fonction administrative. Enfin, sous le Consulat, un redécoupage territorial visant à réduire le nombre de justices de paix ramène le nombre de cantons en Loir-et-Cher de 33 à 24. Binas est alors rattachée au canton d'Auzoir-le-Marché et à l'arrondissement de Blois par arrêté du 5 vendémiaire an X (26 septembre 1801),,. Cette organisation va rester inchangée pendant près de 150 ans.

### Époque contemporaine
Le 25 octobre 1870, eut lieu, pendant la guerre franco-allemande le combat de Binas auquel fut engagé le corps franc des Francs-Tireurs de Saint-Denis
Binas n'est pas entré en 2016 dans la nouvelle commune de Beauce-Voie-Romaine créée par fusion de sept communes du secteur.

## Politique et administration

### Découpage territorial
La commune de Binas est membre de la communauté de communes des Terres du Val de Loire, un établissement public de coopération intercommunale (EPCI) à fiscalité propre créé le 1er janvier 2017.
Elle est rattachée sur le plan administratif à l'arrondissement de Blois, au département de Loir-et-Cher et à la région Centre-Val de Loire, en tant que circonscriptions administratives. Sur le plan électoral, elle est rattachée au canton de la Beauce depuis 2015 pour l'élection des conseillers départementaux et à la troisième circonscription de Loir-et-Cher pour les élections législatives.

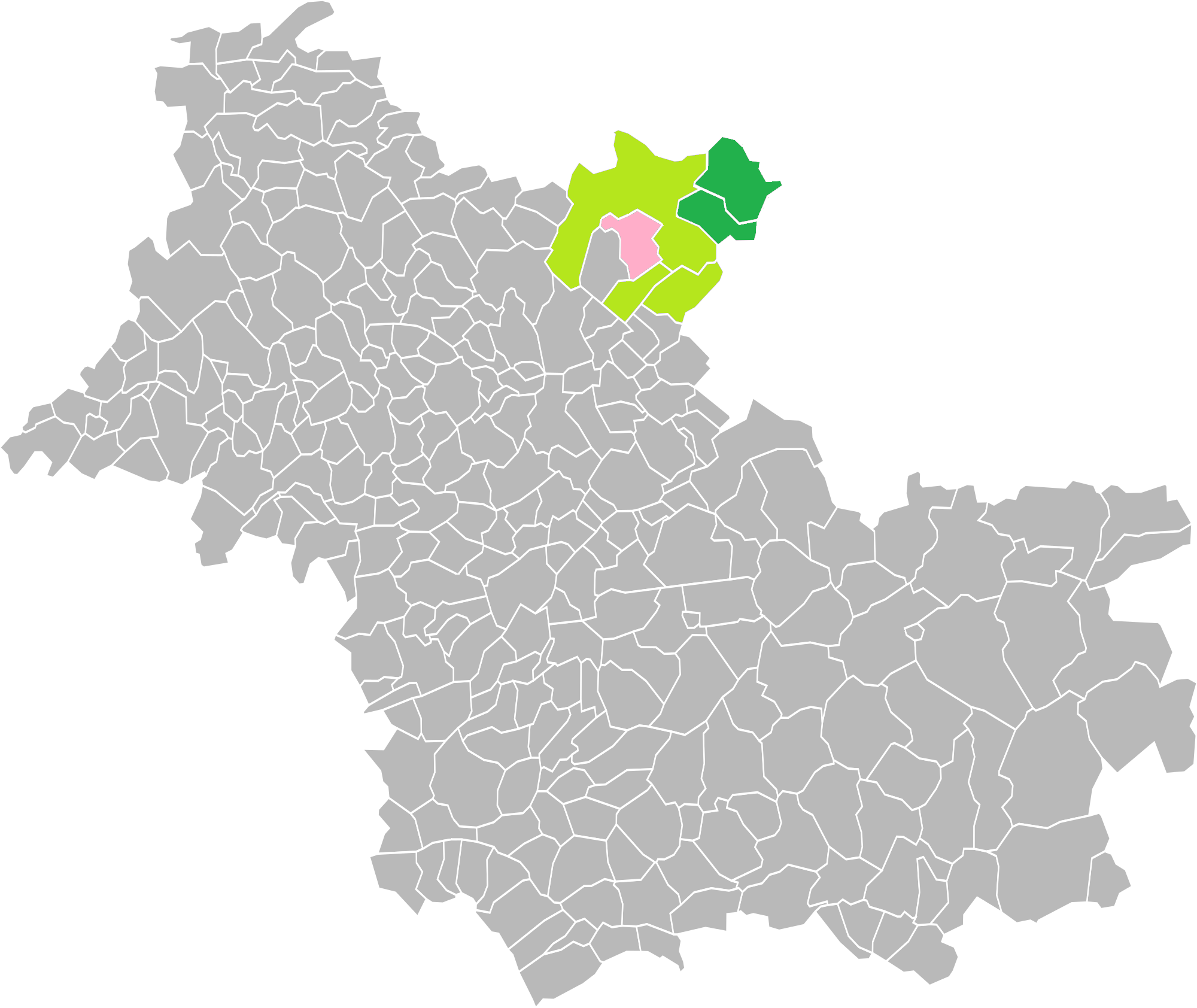
Binas dans l'intercommunalité en 2016.
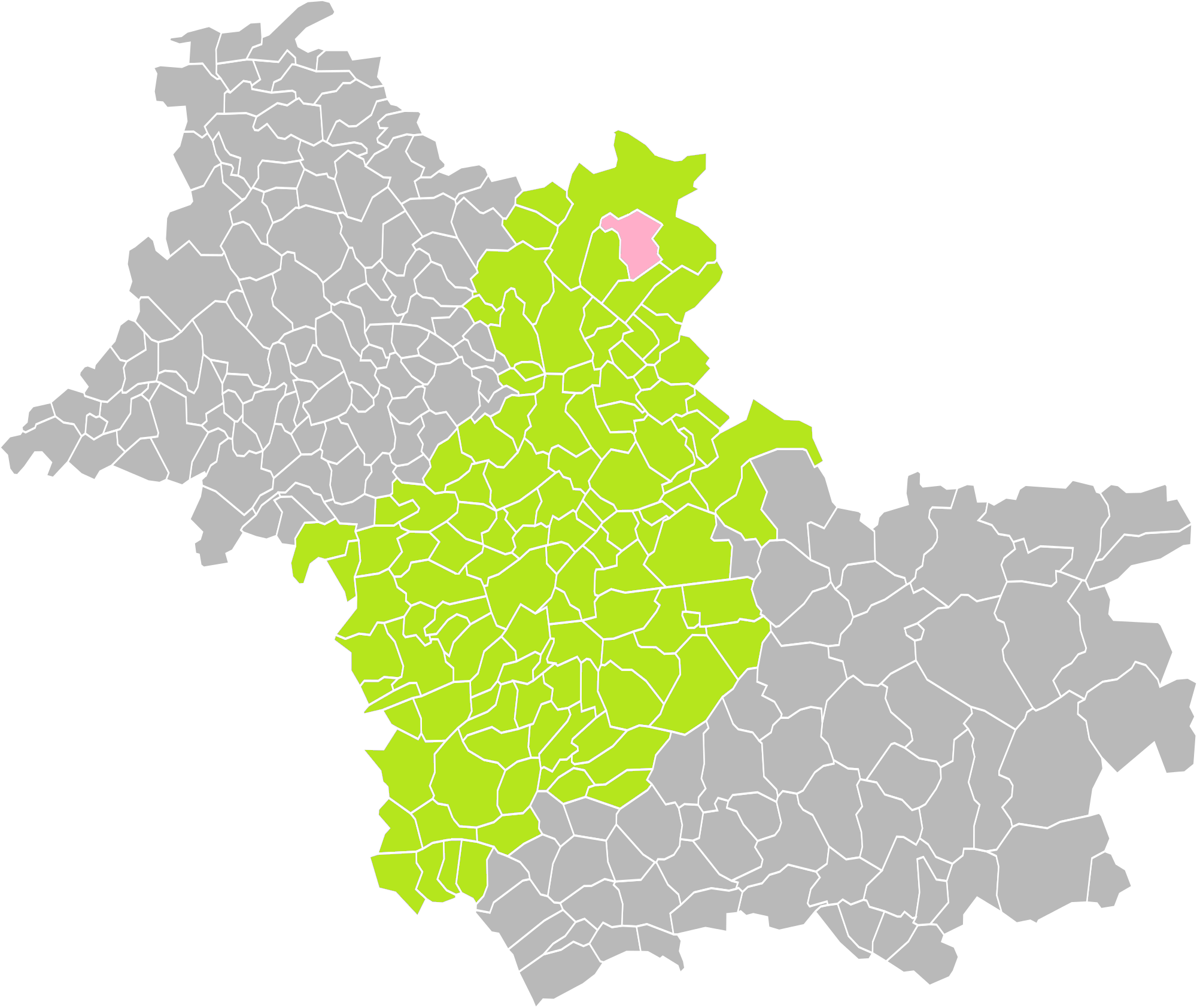
Binas dans l'arrondissement de Blois en 2016.
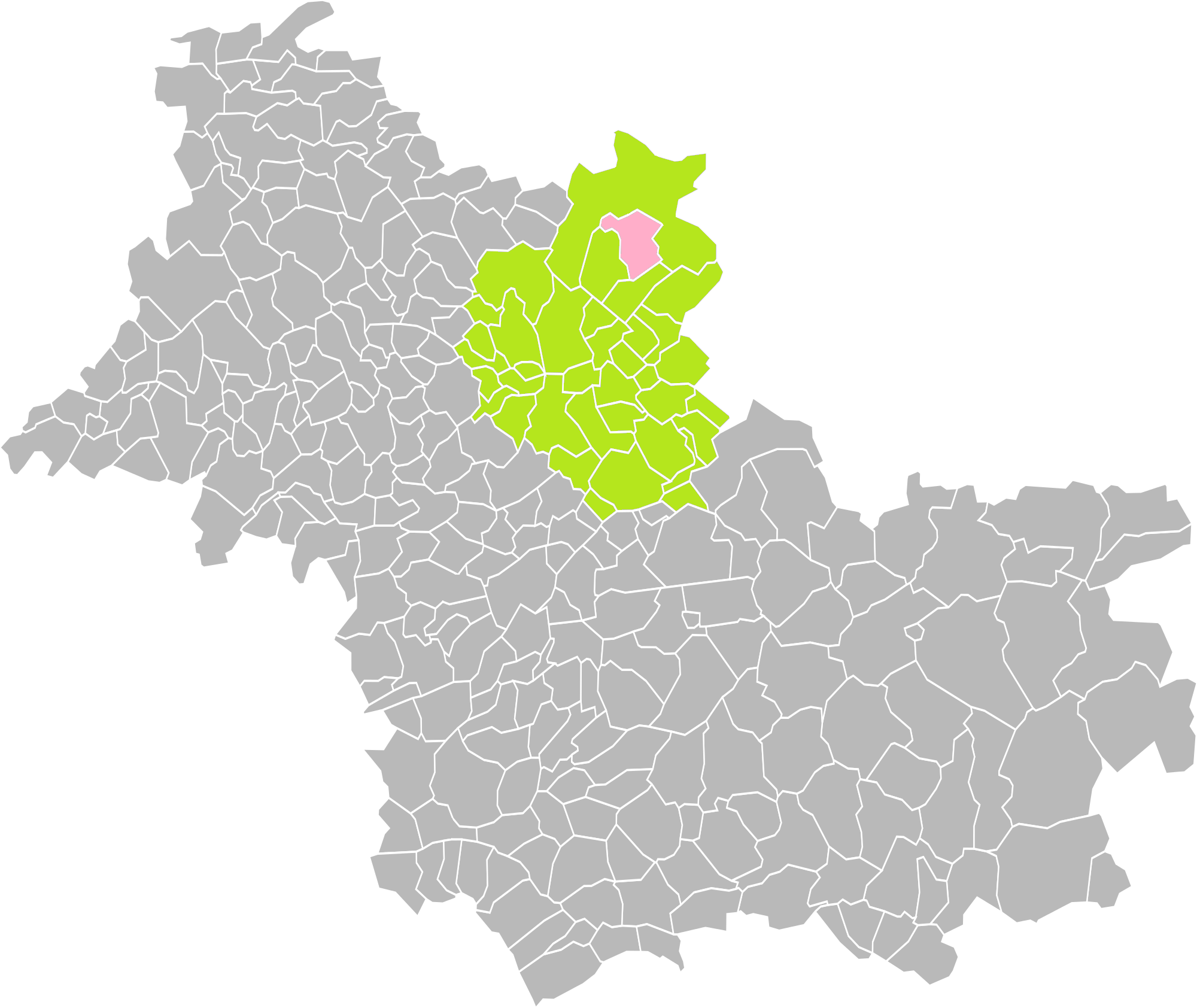
Binas dans le canton de la Beauce en 2016.

### Politique et administration municipale

#### Conseil municipal et maire
Le conseil municipal de Binas, commune de moins de 1 000 habitants, est élu au scrutin majoritaire plurinominal avec listes ouvertes et panachage. Compte tenu de la population communale, le nombre de sièges au conseil municipal est de 15. Le maire, à la fois agent de l'État et exécutif de la commune en tant que collectivité territoriale, est élu par le conseil municipal au scrutin secret lors de la première réunion du conseil suivant les élections municipales, pour un mandat de six ans, c'est-à-dire pour la durée du mandat du conseil.
| Période                                  | Période  | Identité        | Étiquette | Qualité                                                   |
| ---------------------------------------- | -------- | --------------- | --------- | --------------------------------------------------------- |
| mars 2014                                | mai 2020 | Solange Vallee  |           | Retraitée des artisans, commerçants et chefs d'entreprise |
| mai 2020                                 | En cours | Solange Vallée, |           | Ancien artisan, commerçant ou chef d'entreprise           |
| Les données manquantes sont à compléter. |          |                 |           |                                                           |

## Équipements et services

### Eau et assainissement
L'organisation de la distribution de l'eau potable, de la collecte et du traitement des eaux usées et pluviales relève des communes. La compétence eau et assainissement des communes est un service public industriel et commercial (SPIC).

#### Alimentation en eau potable
Le service d'eau potable comporte trois grandes étapes : le captage, la potabilisation et la distribution d'une eau potable conforme aux normes de qualité fixées pour protéger la santé humaine. En 2019, la commune est membre du syndicat intercommunal d'adduction d'eau potable d' Autainville qui assure le service en le délégant à une entreprise privée,  dont le contrat arrive à échéance le 30 juin 2024.

#### Assainissement des eaux usées
En 2019, la commune de Binas gère le service d'assainissement collectif en régie directe, c'est-à-dire avec ses propres personnels, avec le statut de régie à autonomie financière.
Une station de traitement des eaux usées est en service au 1er janvier 2019 sur le territoire communal : 
« Station d'épuration Binas », un équipement utilisant la technique des filtres plantés, dont la capacité est de 150 EH, mis en service le 1er février 2012.
L'assainissement non collectif (ANC) désigne les installations individuelles de traitement des eaux domestiques qui ne sont pas desservies par un réseau public de collecte des eaux usées et qui doivent en conséquence traiter elles-mêmes leurs eaux usées avant de les rejeter dans le milieu naturel. La 0 assure pour le compte de la commune le service public d'assainissement non collectif (SPANC), qui a pour mission de vérifier la bonne exécution des travaux de réalisation et de réhabilitation, ainsi que le bon fonctionnement et l'entretien des installations.

### Sécurité, justice et secours
La sécurité de la commune est assurée par la brigade de gendarmerie de Beauce-la-Romaine qui dépend du groupement de gendarmerie départementale de Loir-et-Cher installé à Blois.
En matière de justice, Binas relève du conseil de prud'hommes de Blois, de la Cour d'appel d'Orléans (juridiction de Blois), de la Cour d'assises de Loir-et-Cher, du tribunal administratif de Blois, du tribunal de commerce de Blois et du tribunal judiciaire de Blois.

## Population et société

### Démographie

#### Évolution démographique
L'évolution du nombre d'habitants est connue à travers les recensements de la population effectués dans la commune depuis 1793. Pour les communes de moins de 10 000 habitants, une enquête de recensement portant sur toute la population est réalisée tous les cinq ans, les populations de référence des années intermédiaires étant quant à elles estimées par interpolation ou extrapolation. Pour la commune, le premier recensement exhaustif entrant dans le cadre du nouveau dispositif a été réalisé en 2008.

En 2022, la commune comptait 658 habitants, en évolution de −6,8 % par rapport à 2016 (Loir-et-Cher : −1,15 %, France hors Mayotte : +2,11 %).
| 1793  | 1800 | 1806 | 1821 | 1831  | 1836  | 1841  | 1846  | 1851  |
| ----- | ---- | ---- | ---- | ----- | ----- | ----- | ----- | ----- |
| 1 040 | 952  | 900  | 917  | 1 100 | 1 029 | 1 159 | 1 279 | 1 221 |

| 1856  | 1861  | 1866  | 1872  | 1876  | 1881  | 1886  | 1891  | 1896  |
| ----- | ----- | ----- | ----- | ----- | ----- | ----- | ----- | ----- |
| 1 307 | 1 233 | 1 297 | 1 300 | 1 235 | 1 226 | 1 167 | 1 141 | 1 074 |

| 1901  | 1906  | 1911  | 1921 | 1926 | 1931 | 1936 | 1946 | 1954 |
| ----- | ----- | ----- | ---- | ---- | ---- | ---- | ---- | ---- |
| 1 085 | 1 101 | 1 071 | 963  | 962  | 966  | 900  | 902  | 871  |

| 1962 | 1968 | 1975 | 1982 | 1990 | 1999 | 2006 | 2008 | 2013 |
| ---- | ---- | ---- | ---- | ---- | ---- | ---- | ---- | ---- |
| 866  | 813  | 746  | 689  | 601  | 593  | 689  | 717  | 717  |

| 2018 | 2022 | - | - | - | - | - | - | - |
| ---- | ---- | - | - | - | - | - | - | - |
| 666  | 658  | - | - | - | - | - | - | - |

#### Pyramide des âges
La population de la commune est relativement jeune.
En 2018, le taux de personnes d'un âge inférieur à 30 ans s'élève à 32,9 %, soit au-dessus de la moyenne départementale (31,3 %). À l'inverse, le taux de personnes d'âge supérieur à 60 ans est de 28,1 % la même année, alors qu'il est de 31,6 % au niveau départemental.
En 2018, la commune comptait 326 hommes pour 340 femmes, soit un taux de 51,05 % de femmes, légèrement inférieur au taux départemental (51,45 %).
Les pyramides des âges de la commune et du département s'établissent comme suit.
| Hommes | Classe d’âge | Femmes |
| ------ | ------------ | ------ |
| 0,6    | 90 ou +      | 1,8    |
| 12,0   | 75-89 ans    | 13,8   |
| 14,1   | 60-74 ans    | 13,8   |
| 23,6   | 45-59 ans    | 23,5   |
| 16,3   | 30-44 ans    | 14,7   |
| 15,0   | 15-29 ans    | 15,0   |
| 18,4   | 0-14 ans     | 17,4   |

| Hommes | Classe d’âge | Femmes |
| ------ | ------------ | ------ |
| 1,1    | 90 ou +      | 2,6    |
| 9,2    | 75-89 ans    | 11,9   |
| 19,7   | 60-74 ans    | 20,4   |
| 20,7   | 45-59 ans    | 20     |
| 16,5   | 30-44 ans    | 16,2   |
| 15,2   | 15-29 ans    | 13,2   |
| 17,6   | 0-14 ans     | 15,7   |

## Économie

### Secteurs d'activité
Le tableau ci-dessous détaille le nombre d'entreprises implantées à Binas selon leur secteur d'activité et le nombre de leurs salariés :
|                                                              | total | % com (% dep) | 0 salarié | 1 à 9 salarié(s) | 10 à 19 salariés | 20 à 49 salariés | 50 salariés ou plus |
| ------------------------------------------------------------ | ----- | ------------- | --------- | ---------------- | ---------------- | ---------------- | ------------------- |
| Ensemble                                                     | 73    | 100,0 (100)   | 56        | 17               | 0                | 0                | 0                   |
| Agriculture, sylviculture et pêche                           | 20    | 27,4 (11,8)   | 18        | 2                | 0                | 0                | 0                   |
| Industrie                                                    | 8     | 11,0 (6,5)    | 6         | 2                | 0                | 0                | 0                   |
| Construction                                                 | 11    | 15,1 (10,3)   | 7         | 4                | 0                | 0                | 0                   |
| Commerce, transports, services divers                        | 30    | 41,1 (57,9)   | 24        | 6                | 0                | 0                | 0                   |
| dont commerce et réparation automobile                       | 10    | 13,7 (17,5)   | 7         | 3                | 0                | 0                | 0                   |
| Administration publique, enseignement, santé, action sociale | 4     | 5,5 (13,5)    | 1         | 3                | 0                | 0                | 0                   |
| Champ : ensemble des activités.                              |       |               |           |                  |                  |                  |                     |

Le secteur du commerce, transports et services divers est prépondérant sur la commune (30 entreprises sur 73) néanmoins le secteur agricole reste important puisqu'en proportions (27,4 %), il est plus important qu'au niveau départemental (11,8 %). 
Sur les 73 entreprises implantées à Binas en 2016, 56 ne font appel à aucun salarié et 17 comptent 1 à 9 salariés.
Au 1er juillet 2017, la commune est classée en zone de revitalisation rurale (ZRR), un dispositif visant à aider le développement des territoires ruraux principalement à travers des mesures fiscales et sociales. Des mesures spécifiques en faveur du développement économique s'y appliquent également.

### Agriculture
En 2010, l'orientation technico-économique de l'agriculture sur la commune est la polyculture et le polyélevage. Le département a perdu près d'un quart de ses exploitations en 10 ans, entre 2000 et 2010 (c'est le département de la région Centre-Val de Loire qui en compte le moins). Cette tendance se retrouve également au niveau de la commune où le nombre d'exploitations est passé de 57 en 1988 à 12 en 2000 puis à 8 en 2010. Parallèlement, la taille de ces exploitations augmente, passant de 14 ha en 1988 à 42 ha en 2010. 
Le tableau ci-dessous présente les principales caractéristiques des exploitations agricoles de Binas, observées sur une période de 22 ans : 
|                                      | 1988                 | 2000                 | 2010                 |
| Dimension économique                 | Dimension économique | Dimension économique | Dimension économique |
| ------------------------------------ | -------------------- | -------------------- | -------------------- |
| Nombre d'exploitations (u)           | 57                   | 12                   | 8                    |
| Travail (UTA)                        | 88                   | 74                   | 48                   |
| Surface agricole utilisée (ha)       | 778                  | 386                  | 335                  |
| Cultures                             |                      |                      |                      |
| Terres labourables (ha)              | 678                  | 363                  | 303                  |
| Céréales (ha)                        | 469                  | 220                  | 201                  |
| dont blé tendre (ha)                 | 222                  | 128                  | s                    |
| dont maïs-grain et maïs-semence (ha) | 49                   | s                    | s                    |
| Tournesol (ha)                       | 97                   | s                    |                      |
| Colza et navette (ha)                | 52                   | 40                   | s                    |
| Élevage                              |                      |                      |                      |
| Cheptel (UGBTA)                      | 97                   | 100                  | 5                    |

#### Produits labellisés
Le territoire de la commune est intégré aux aires de productions de divers produits bénéficiant d'une indication géographique protégée (IGP) : le vin Val-de-loire et les volailles de l’Orléanais,.

## Culture locale et patrimoine

### Voies
| 34 odonymes recensés à Binas au 27 janvier 2014 | 34 odonymes recensés à Binas au 27 janvier 2014 | 34 odonymes recensés à Binas au 27 janvier 2014 | 34 odonymes recensés à Binas au 27 janvier 2014 | 34 odonymes recensés à Binas au 27 janvier 2014 | 34 odonymes recensés à Binas au 27 janvier 2014 | 34 odonymes recensés à Binas au 27 janvier 2014 | 34 odonymes recensés à Binas au 27 janvier 2014 | 34 odonymes recensés à Binas au 27 janvier 2014 | 34 odonymes recensés à Binas au 27 janvier 2014 | 34 odonymes recensés à Binas au 27 janvier 2014 | 34 odonymes recensés à Binas au 27 janvier 2014 | 34 odonymes recensés à Binas au 27 janvier 2014 | 34 odonymes recensés à Binas au 27 janvier 2014 | 34 odonymes recensés à Binas au 27 janvier 2014 | 34 odonymes recensés à Binas au 27 janvier 2014 |
| Allée                                           | Avenue                                          | Bld                                             | Chemin                                          | Clos                                            | Impasse                                         | Montée                                          | Passage                                         | Place                                           | Pont                                            | Route                                           | Rue                                             | Sentier                                         | Venelle                                         | Autres                                          | Total                                           |
| ----------------------------------------------- | ----------------------------------------------- | ----------------------------------------------- | ----------------------------------------------- | ----------------------------------------------- | ----------------------------------------------- | ----------------------------------------------- | ----------------------------------------------- | ----------------------------------------------- | ----------------------------------------------- | ----------------------------------------------- | ----------------------------------------------- | ----------------------------------------------- | ----------------------------------------------- | ----------------------------------------------- | ----------------------------------------------- |
| 0                                               | 0                                               | 0                                               | 0                                               | 0                                               | 1                                               | 0                                               | 0                                               | 1                                               | 0                                               | 4                                               | 18                                              | 1                                               | 0                                               | 9                                               | 34                                              |
| Notes « N »                                     | Notes « N »                                     | 1. 2. 3. 4. 5. 6.                               | 1. 2. 3. 4. 5. 6.                               | 1. 2. 3. 4. 5. 6.                               | 1. 2. 3. 4. 5. 6.                               | 1. 2. 3. 4. 5. 6.                               | 1. 2. 3. 4. 5. 6.                               | 1. 2. 3. 4. 5. 6.                               | 1. 2. 3. 4. 5. 6.                               | 1. 2. 3. 4. 5. 6.                               | 1. 2. 3. 4. 5. 6.                               | 1. 2. 3. 4. 5. 6.                               | 1. 2. 3. 4. 5. 6.                               | 1. 2. 3. 4. 5. 6.                               | 1. 2. 3. 4. 5. 6.                               |
| Sources : rue-ville.info & OpenStreetMap        |                                                 |                                                 |                                                 |                                                 |                                                 |                                                 |                                                 |                                                 |                                                 |                                                 |                                                 |                                                 |                                                 |                                                 |                                                 |

### Lieux et monuments
L'église de Binas est dédiée à Saint Maurice, la seule du diocèse, l'une des rares de la région. La construction actuelle daterait du XVIe siècle, mais un autre édifice existait certainement avant, comme en témoigne une croix de consécration située sur le mur extérieur du chevet. Elle daterait du XIIe siècle. Vers 1630, le curé de cette église fut tué à son autel par le seigneur baron de Menainville. Depuis, les prêtres portent le titre de curé-baron et ont le droit de dire la messe avec des pistolets chargés sur l'autel et deux dogues attachés à la porte de l'église. À l'origine, elle avait une nef et un chevet plat (façade actuelle) couverts d'une charpente lambrissée. Le collatéral nord date de la fin du XVIe siècle, les murs s'appuyant sur les contreforts du clocher. Au XVIIe siècle, l'église reçut des voutes de pierre. En 1865, elle fut complètement transformée. La porte se trouve maintenant là où se trouvait le chevet. Une abside polygonale fut construite à l'ouest et un bas-côté fut ajouté au sud. De ce fait, elle se trouve désorientée. Des travaux de restauration furent effectués en 1982. Le clocher : ce beffroi carré d'une hauteur de 27 mètres domine la plaine de Beauce. La partie haute, plusieurs fois reconstruite (dernière reconstruction inscrite sur le bandeau de pierre en 1773), s'appuie sur une base plus ancienne. Il abrite trois cloches : Victoire (mi-bémol, 350 kg, 1809), Marie-Thérèse (do, 230 kg, 1972), Marie-Eugénie (ré, 150 kg, 1972).

### Héraldique
|  | Les armoiries de Binas se blasonnent ainsi : De gueules au chevron d'argent accompagné en chef de deux étoiles du même et en pointe d'une merlette d'or, au chef cousu d'azur chargé d'une aigle issante aussi d'or. Création J.P Fernon et Conseil Municipal, adoptée par délibération municipale du 29 juin 1998. Note : en héraldique, l'aigle (du latin "aquila") est du genre féminin. |